# Cuarteto de cuerda n.º 4 (Glass)
El Cuarteto de cuerda n.º 4, también conocido por su sobrenombre Buczak, es un cuarteto de cuerda del compositor estadounidense Philip Glass. Fue encargado por Geoffrey Hendricks en memoria del artista Brian Buczak. Se estrenó el 4 de julio de 1989 en la Galería Hauser.

## Composición
La obra fue un encargo de Geoffrey Hendricks en memoria del artista Brian Buczak, quien sucumbió al SIDA en 1987 a la edad de 33 años. Se estrenó en una misa en conmemoración del segundo aniversario de la muerte del artista, el 4 de julio de 1989 en la Galería Hauser.
Glass quería que su cuarto cuarteto representara «una impresión musical de Buczak como persona, así como un homenaje su obra».

## Estructura
Esta composición consta de tres movimientos y tiene una duración de aproximadamente 23 minutos. Los movimientos son los siguientes:
1. — (Sin título)
2. — (Sin título)
3. — (Sin título)

Este cuarteto bebe del legado de los cuartetos de Franz Schubert y también de Antonín Dvořák. El primer movimiento comienza con un unísono y, a continuación, se desarrolla a través de componentes melódicos y rítmicos libremente intercambiados. Culmina en un animado final. El segundo movimiento presenta una melodía lírica y de gran belleza. El final es una mezcla de lo que se ha escuchado en los movimientos anteriores. Va construyendo un clímax para terminar de forma resignada y concluyente.

## Grabaciones notables
Esta composición ha sido grabada por los siguientes artistas:
| Cuarteto          | Sello    | Año de grabación | Formato |
| ----------------- | -------- | ---------------- | ------- |
| Kronos Quartet    | Nonesuch | 1995             | CD      |
| Carducci Cuarteto | Naxos    | 2010             | CD      |